# Rontalon
 Rontalon  ist eine französische Gemeinde mit 1167 Einwohnern (Stand 1. Januar 2022) im Département Rhône in der Region Auvergne-Rhône-Alpes. Sie gehört zum Arrondissement Lyon und zum Kanton Vaugneray.

## Nachbargemeinden
Nachbargemeinden von Rontalon sind Thurins im Norden, Soucieu-en-Jarrest im Nordosten, Chaussan im Südosten, Saint-André-la-Côte im Südwesten und Saint-Martin-en-Haut im Westen.

## Bevölkerungsentwicklung
| Jahr                       | 1962 | 1968 | 1975 | 1982 | 1990 | 1999 | 2017 |
| Einwohner                  | 593  | 599  | 635  | 641  | 717  | 896  | 1162 |
| Quellen: Cassini und INSEE |      |      |      |      |      |      |      |